# Phyllophaga brevipilosa
Phyllophaga brevipilosa är en skalbaggsart som beskrevs av Moser 1918. Phyllophaga brevipilosa ingår i släktet Phyllophaga och familjen Melolonthidae. Inga underarter finns listade i Catalogue of Life.